# El Pla (Sant Pere de Vilamajor)
El veïnat del Pla de Vilamajor és un dels set veïnats del municipi de Sant Pere de Vilamajor, juntament amb el veïnat de Santa Susanna de Vilamajor, el veïnat de Canyes, les Brugueres, el Bruguer, el Sot de l'Om i Boscassos i Vallserena. El veïnat és travessat per la riera de Vilamajor i es comunica per carretera amb el municipi de Sant Antoni de Vilamajor. En aquest veïnat hi ha el centre històric del municipi (el nucli de La Força) i els barris urbans de l'Eixample, Can Derrocada i Can Llobera. A més del nucli de població principal té una població dispersa en diverses masies aïllades: Can Brau, can Sunyer, can Canal, can Son, can Clavell, can Masseguer, can Tomàs, el Molí de Baix i el Molí de Dalt, can Ribes, can Llinars... entre d'altres. Al nucli hi destaca la gran masia de can Derrocada, la Rectoria i l'església de Sant Pere.
41° 41′ 8″ N, 2° 23′ 24″ E / 41.68556°N,2.39000°E